# Aleksandr Suchariew
Aleksandr Jakowlewicz Suchariew (ros. Алекса́ндр Я́ковлевич Су́харев, ur. 11 października 1923 we wsi Małaja Treszczewka w obwodzie woroneskim, zm. 7 marca 2021 w Moskwie) – radziecki prawnik, prokurator generalny ZSRR (1988–1990).

## Życiorys
Od sierpnia 1939 pracował jako ślusarz zarządu budowlanego przy fabryce Ludowego Komisariatu Przemysłu Lotniczego w Woroneżu, później ślusarz w fabryce należącej do tego komisariatu, w sierpniu 1941 wstąpił do Armii Czerwonej i został kursantem w wojskowej szkole łączności w Woroneżu, następnie w Samarkandzie. Od grudnia 1941 dowódca plutonu łączności 237 pułku piechoty 69 Dywizji Piechoty w mieście Chirchiq w Uzbeckiej SRR, od lutego 1942 dowódca plutonu, zastępca dowódcy kompanii, później dowódca kompanii łączności, od 1943 szef łączności 237 pułku piechoty i p.o. szefa sztabu pułku. Od 1942 członek WKP(b). Walczył kolejno na Froncie Zachodnim, Froncie Centralnym, 2 Białoruskim i 1 Białoruskim, we wrześniu 1944 został ranny podczas forsowania Narwi i odesłany na leczenie. Od września 1945 służył w Woroneskim Okręgu Wojskowym, od czerwca 1946 wychowawca młodzieży robotniczej internatu 8 Woroneskiego Zakładu Remontu Wagonów, od lutego 1947 kierownik wydziału rejonowego komitetu Komsomołu, od października 1947 II sekretarz rejonowego komitetu Komsomołu, w styczniu – lutym 1948 instruktor Komitetu Obwodowego Komsomołu w Woroneżu. Od lutego 1948 zastępca kierownika Wydziału Propagandy i Agitacji Komitetu Obwodowego Komsomołu w Woroneżu, 1950 ukończył Wszechzwiązkowy Zaoczny Instytut Prawniczy, od września 1950 był kolejno instruktorem, organizatorem odpowiedzialnym i kierownikiem sektora Wydziału Organów Komsomolskich KC Komsomołu. Od 1955 do kwietnia 1958 zastępca kierownika Wydziału Organów Komsomolskich KC Komsomołu, od kwietnia 1958 do grudnia 1959 instruktor Wydziału Organów Administracyjnych i Handlowo-Finansowych KC KPZR ds. RFSRR, 1959–1962 kierownik sektora Wydziału Organów Administracyjnych KC KPZR ds. RFSRR, 1964–1966 zastępca kierownika tego wydziału. Od czerwca 1966 do września 1970 kierownik sektora organów prokuratury, sądu i sprawiedliwości Wydziału Organów Administracyjnych KC KPZR, od 22 września 1970 I zastępca ministra sprawiedliwości ZSRR, od lutego 1984 do lutego 1988 minister sprawiedliwości RFSRR, jednocześnie od 1985 prezydent Stowarzyszenia Prawników Radzieckich. W 1978 został kandydatem nauk prawnych. Od lutego 1988 I zastępca prokuratora generalnego, a od 26 maja 1988 do października 1990 prokurator generalny ZSRR, następnie na emeryturze. Deputowany ludowy ZSRR.

## Odznaczenia
- Order Rewolucji Październikowej
- Order „Za zasługi dla Ojczyzny” IV klasy
- Order Czerwonego Sztandaru (lipiec 1944)
- Order Wojny Ojczyźnianej I klasy (dwukrotnie)
- Order Czerwonego Sztandaru Pracy (dwukrotnie)
- Order Wojny Ojczyźnianej II klasy (październik 1942)
- Order Przyjaźni Narodów
- Order Czerwonej Gwiazdy (grudzień 1943)
- Order „Znak Honoru”

I medale.